# Personal Jesus
«Personal Jesus» (с англ. — «Личный Иисус») — 23-й сингл британской группы Depeche Mode, выпущенный в Великобритании 29 августа 1989 года, и первый сингл с альбома Violator. Текст был написан Мартином Гором. Позднее песня была перепета множеством артистов. Вдохновлённая книгой Присциллы Пресли «Элвис и я», песня стала первым хитом этого альбома, достигнув 13-й строчки в чарте Великобритании и 28-й строчки в Billboard Hot 100.
«Personal Jesus» стал вторым синглом Depeche Mode, вошедшим в Top 40 США (первым был «People Are People», вышедший в 1984 году). Также в США «Personal Jesus» получил золотой статус.
В 2004 году композиция «Personal Jesus» была помещена на 377-е место среди 500 величайших песен всех времён по версии журнала Rolling Stone, а в сентябре 2006 года песня была включена в список «100 величайших песен всех времён» журнала Q. Британский журнал New Musical Express добавил данную композицию в свой список «500 величайших песен всех времён», разместив её в нём на 323-й позиции.
30 мая 2011 года в составе сингла «Personal Jesus 2011» Depeche Mode выпустили обновлённую версию песни под названием «Personal Jesus (The Stargate Mix)».

## Запись
В середине 1989 года в Милане группа начала запись нового материала совместно с продюсером Марком Эллисом (более известен как Flood). Результатом этой работы стала песня «Personal Jesus», в которой было продемонстрировано запоминающееся, ритмичное звучание, радикально отличавшееся от того, что группа делала ранее.
Песня стала одним из самых продаваемых синглов группы (вместе со следующей композицией «Enjoy the Silence»). Сингл пользовался огромной популярностью, и для его раскрутки использовался оригинальный способ — в разделах частных объявлений появилась реклама со словами «Ваш собственный персональный Иисус». Позднее в рекламу был включён телефонный номер, позвонив по которому можно было услышать эту песню. На тот момент песня стала самым продаваемым 12" синглом в истории Warner Music.
На композицию было создано множество ремиксов. В то время как для большинства других синглов Depeche Mode ремиксы были созданы самой группой, в «Personal Jesus» ремиксы сделаны диджеями. Франсуа Кеворкян (он также занимался микшированием альбома Violator) микшировал сингл-версию песни, «Holier Than Thou Approach», «Pump Mix» и «Kazan Cathedral Mix» (этот микс не представлен ни на одном издании сингла), в то время как Flood микшировал акустическую версию, «Telephone Stomp Mix» и «Sensual Mix». Flood также занимался сведением би-сайда «Dangerous».

## Список композиций
Все песни написаны Мартином Гором.

| №  | Название         | Длительность |
| -- | ---------------- | ------------ |
| 1. | «Personal Jesus» | 3:44         |

| №  | Название    | Длительность |
| -- | ----------- | ------------ |
| 1. | «Dangerous» | 4:20         |

| №  | Название                     | Длительность |
| -- | ---------------------------- | ------------ |
| 1. | «Personal Jesus»             | 3:44         |
| 2. | «Dangerous (Hazchemix Edit)» | 3:01         |
| 3. | «Personal Jesus (Acoustic)»  | 3:26         |

| №  | Название                                     | Длительность |
| -- | -------------------------------------------- | ------------ |
| 1. | «Personal Jesus (Holier Than Thou Approach)» | 5:51         |
| 2. | «Dangerous (Sensual Mix)»                    | 5:24         |
| 3. | «Personal Jesus (Acoustic)»                  | 3:26         |

| №  | Название                               | Длительность |
| -- | -------------------------------------- | ------------ |
| 1. | «Personal Jesus (Pump Mix)»            | 7:47         |
| 2. | «Personal Jesus (Telephone Stomp Mix)» | 5:32         |
| 3. | «Dangerous (Hazchemix)»                | 5:34         |

| №  | Название                                     | Длительность |
| -- | -------------------------------------------- | ------------ |
| 1. | «Personal Jesus (Holier Than Thou Approach)» | 5:51         |
| 2. | «Dangerous (Sensual Mix)»                    | 5:24         |
| 3. | «Personal Jesus (Acoustic)»                  | 3:26         |

| №  | Название                               | Длительность |
| -- | -------------------------------------- | ------------ |
| 1. | «Personal Jesus (Pump Mix)»            | 7:47         |
| 2. | «Personal Jesus (Telephone Stomp Mix)» | 5:32         |
| 3. | «Dangerous (Hazchemix)»                | 5:34         |

| №  | Название                                     | Длительность |
| -- | -------------------------------------------- | ------------ |
| 1. | «Personal Jesus»                             | 3:44         |
| 2. | «Dangerous»                                  | 4:20         |
| 3. | «Personal Jesus (Acoustic)»                  | 3:26         |
| 4. | «Dangerous (Hazchemix Edit)»                 | 3:01         |
| 5. | «Personal Jesus (Holier Than Thou Approach)» | 5:51         |
| 6. | «Dangerous (Sensual Mix)»                    | 5:24         |
| 7. | «Personal Jesus (Pump Mix)»                  | 7:47         |
| 8. | «Personal Jesus (Telephone Stomp Mix)»       | 5:32         |
| 9. | «Dangerous (Hazchemix)»                      | 5:34         |

| №  | Название                                     | Длительность |
| -- | -------------------------------------------- | ------------ |
| 1. | «Personal Jesus»                             | 3:44         |
| 2. | «Personal Jesus (Holier Than Thou Approach)» | 5:51         |
| 3. | «Dangerous (Hazchemix)»                      | 5:34         |
| 4. | «Personal Jesus (Pump Mix)»                  | 7:47         |
| 5. | «Personal Jesus (Acoustic)»                  | 3:26         |
| 6. | «Dangerous (Sensual Mix)»                    | 5:24         |
| 7. | «Personal Jesus (Telephone Stomp Mix)»       | 5:32         |
| 8. | «Dangerous»                                  | 4:20         |

## Миксы
Франсуа Кеворкян (Personal Jesus)
- Сингл-версия
- «Holier Than Thou Approach» (12")
- «Pump Mix» (инструментал)
- «Kazan Cathedral Mix» (инструментал, доступен только на ограниченном 4-х дисковом издании Remixes 81–04)
- Альбомная версия

Flood (песня «Dangerous»)
- Сингл-версия
- «Sensual Mix»

## Позиции в чартах
| Чарт (1989)                       | Высшая позиция |
| --------------------------------- | -------------- |
| Дания                             | 15             |
| Голландия                         | 62             |
| Франция                           | 27             |
| Германия                          | 5              |
| Ирландия                          | 7              |
| Италия                            | 4              |
| Новая Зеландия                    | 14             |
| Польша                            | 5              |
| Швеция                            | 17             |
| Швейцария                         | 5              |
| Великобритания                    | 13             |
| США Billboard Hot 100             | 28             |
| США Billboard Hot Dance Club Play | 12             |
| США Billboard Modern Rock Tracks  | 3              |

| Чарт (2007)         | Высшая позиция |
| ------------------- | -------------- |
| Дания (Tracklisten) | 15             |
| Чарт (2011)         | Высшая позиция |
| Франция (SNEP)      | 91             |
| Чарт (2013)         | Высшая позиция |
| Франция (SNEP)      | 114            |